# Carretera Federal 71
La Carretera Federal 71 es una carretera mexicana que recorre los estados de Zacatecas, Aguascalientes y Jalisco; tiene una longitud total de 87 km.
La carretera se divide en dos secciones discontinuos. La primera sección recorre los estados de Zacatecas y Aguascalientes, desde Luis Moya hasta San Francisco de los Romo y tiene una longitud de 46 km.
La segunda sección recorre los estados de Aguascalientes y Jalisco, desde la ciudad de Aguascalientes hasta Villa Hidalgo y tiene una longitud de 41 km.
Las carreteras federales de México se designan con números impares para rutas norte-sur y con números pares para las rutas este-oeste. Las designaciones numéricas ascienden hacia el sur de México para las rutas norte-sur y ascienden hacia el Este para las rutas este-oeste. Por lo tanto, la carretera federal 71, debido a su trayectoria de norte-sur, tiene la designación de número impar, y por estar ubicada en el Norte de México le corresponde la designación N° 71.

## Trayectoria

### Zacatecas
Longitud = 6 km
- Luis Moya – Carretera Federal 45
- Coecillo

### Aguascalientes
Longitud = 70 km
- El Chayote
- La Victoria – Carretera Federal 22
- Carboneras
- Las Ánimas
- San Francisco de los Romo - Carretera Federal 45
- Aguascalientes - Carretera Federal 70
- Los Caños
- El Taray

### Jalisco
Longitud = 11 km
- Villa Hidalgo

tramo 2
Longitud = 31 km
- La Barca